# フィラデルフィア旧市庁舎
フィラデルフィア旧市庁舎 (フィラデルフィアきゅうしちょうしゃ、英: Philadelphia Old City Hall) は、アメリカ合衆国ペンシルベニア州フィラデルフィアのチェスナッツ・ストリートと5番ストリートの交差点に建つ建物である。インデペンデンス・ホールやフェデラル・ホールとともにアメリカ独立国立歴史公園の一部を構成している。
建築家のDavid Evans, Jr.による連邦様式の設計で、1790–1791年に建設された。
当初は、フィラデルフィア市庁舎として建設されたが、1791年の竣工から1800年まで合衆国最高裁判所庁舎として使用された。1800年にはワシントンDCが恒久的首都として完成し、フィラデルフィアの首都機能は移転された。この庁舎ではジョン・ジェイ (ジェイ法廷)、ジョン・ラトリッジ (ラトリッジ法廷)、そしてオリバー・エルスワース (エルスワース法廷) の三人の最高裁判官判事が法廷を持った。
首都機能移転後、この建物はフィラデルフィア市庁舎として使用された。現在では、この建物はフィラデルフィア市からアメリカ合衆国国立公園局にリースされ、国立歴史公園として一般に観光が公開されている。